# Rifkin's Festival
Pour plus de détails, voir Fiche technique et Distribution.
Rifkin's Festival est un film américano-hispano-italien réalisé par Woody Allen, sorti en 2020.
Il est présenté en avant-première au festival international du film de Saint-Sébastien 2020.

## Synopsis
Un couple d'Américains se rend au Festival de Saint-Sébastien. L'épouse commence une liaison avec un réalisateur français et le mari avec une femme de la ville.

## Fiche technique
Sauf indication contraire, les informations mentionnées dans cette section peuvent être confirmées par la base de données cinématographiques IMDb,  présente dans la section « Liens externes ».
- Titre original et français : Rifkin's Festival
- Réalisation et scénario : Woody Allen
- Montage : Alisa Lepselter
- Musique : Stéphane Wrembel
- Photographie : Vittorio Storaro
- Direction artistique : Anna Pujol Tauler
- Décors : Mariona Ferrer
- Costumes : Sonia Grande
- Sociétés de production : Gravier Productions, Mediapro et Wildside
- Société de distribution : Apollo Films
- Pays de production :  États-Unis,  Espagne,  Italie
- Format : couleur avec des scènes en noir et blanc
- Genre : comédie
- Durée : 92 minutes
- Dates de sortie :
  - Espagne : 18 septembre 2020 (Festival international du film de Saint-Sébastien 2020) ; 2 octobre 2020 (sortie nationale)
  - France : 13 juillet 2022

## Distribution
- Wallace Shawn (VF : Nicolas Marié) : Mort Rifkin
- Elena Anaya (VF : Sandra Parra) : docteur Joanna Rojas
- Gina Gershon (VF : Juliette Degenne) : Sue, la femme de Mort
- Louis Garrel (VF : lui-même) : Philippe, le réalisateur français
- Sergi López : Paco, le mari espagnol de Joanna, peintre
- Christoph Waltz (VF : Bernard Gabay) : la Mort, qui parodie Le Septième Sceau[1]
- Tammy Blanchard (VF : Marjorie Frantz) : Doris, la sœur de Mort
- Steve Guttenberg (VF : Christian Gonon) : Jake, le mari de Doris
- Richard Kind (VF : Bernard Bollet) : le père de Mort
- Nathalie Poza (VF : Laurence Breheret) : la mère de Mort
- Douglas McGrath : Gil Brener
- Enrique Arce (VF : Xavier Fagnon) : Tomas Lopez
- Damian Chapa : un producteur
- Georgina Amorós : Delores
- Bobby Slayton : Ogden
- Yan Tual : Paul

## Production

### Tournage
Le tournage a lieu à Saint-Sébastien et dans les alentours.

## Thématiques
Le film pastiche des scènes de Jules et Jim, Citizen Kane, Huit et demi, Persona, Un homme et une femme, À bout de souffle, L'ange exterminateur et Le Septième Sceau.

## Sortie
Le film est présenté en ouverture du Festival international du film de Saint-Sébastien le 18 septembre 2020, hors compétition, puis en Espagne le 2 octobre 2020. Il sort en France le 13 juillet 2022.

### Critique
En France, le site Allociné recense une moyenne des critiques presse de 2,9/5.

### Box-office
Comparé aux 43,8 M$ de Café society ou même aux 22 M$ d'Un jour de pluie à New York , les revenus générés par Rifkin's Festival sont très faibles, même en tenant compte des mauvaises conditions créées par la crise sanitaire du covid-19 et du petit nombre de pays où le film est sorti.
| Pays               | Sortie   | Salles | Recettes en milliers de $ | Arrêté au |
| Espagne            | 02/10/20 | 330    | 768,45                    | 09/09/21  |
| Italie             | 06/05/21 | 18     | 746,57                    | 23/08/21  |
| Russie             | 31/12/20 | 258    | 430,05                    | 28/02/21  |
| Pays-Bas           | 04/12/20 | 55     | 126,08                    | 26/06/21  |
| Portugal           | 24/09/21 | 57     | 122,53                    | 16/11/21  |
| Lituanie           | 27/08/21 | 16     | 15,95                     | 20/10/21  |
| Turquie            | 12/11/21 | 30     | 15,74                     | 02/12/21  |
| Slovaquie          | 01/10/21 | 37     | 5,67                      | 19/10/21  |
| Republique tchèque | 01/10/21 | 41     | 3,53                      | 07/10/21  |
| Mexique            | 06/01/22 | n/a    |                           |           |
| États-Unis         | n/a      |        |                           |           |
| France             | 13/07/22 |        |                           |           |
| Total              |          |        | 2 234,57                  | 12/02/21  |